# Miloslav Ošmera
Miloslav Ošmera, dle některých zdrojů Miroslav (21. ledna 1924, Třebíč – 11. března 2001 nebo 30. listopadu 2001, Brno) byl československý hokejový obránce. Působil jako pedagog, vystudoval Vysokou školu pedagogickou a učil v Brně na Gymnáziu Elgartova.
V roce 2024 byl uveden do Síně slávy třebíčského sportu.

## Hráčská kariéra
Prvoligový dres oblékl již v šestnácti letech. Během své kariéry prošel několika kluby, mimo jiné působil v SK Horácká Slavia Třebíč, od roku 1948 působil v týmu Zbrojovka Brno a mezi lety 1950 a 1953 působil spolu s Vladimírem Bouzkem v klubu ZSJ Sokol VŽKG, následující dva roky působil kvůli povinné vojenské službě v pražském ATK Praha a následně se brátil zpět do ZSJ Sokol VŽKG. Od roku 1961 působil jako hrající trenér v SK Horácká Slavia Třebíč.
Jako reprezentant se zúčastnil olympiády v roce 1952. Na mistrovských šampionátech hrál dvakrát, a to na MS 1953 ve švýcarských městech Curych a Basilej a na MS 1954 ve švédském Stockholmu. Ani na jedné z uvedených akcích tým Československa nedosáhl na medailové umístění.
V reprezentačním dresu odehrál celkem 30 zápasů a vstřelil 2 góly.

## Trenérská kariéra
Do rodného klubu se vrátil jako hrající trenér v roce 1961. Poté postupně trénoval Ingstav Brno, CZ Bělehrad a několik let působil ve švédské Kiruně. Ještě jednou se vrátil do Ingstavu, naposledy trénoval tým Kopřivnice.